# HK Dinamo Sankt Petersborg
Hockeyklub Dinamo Sankt Petersborg (russisk: Хоккейный Клуб «Динамо Санкт-Петербург») er en professionel russisk ishockeyklub fra Sankt Petersborg, der på grund af det lange navn af og til forkortes Dinamo SPb, og som har hjemmebane i Sportskompleks Jubilejnyj. Klubben blev grundlagt i 2013, og siden 2016 har den spillet i den næstbedste russiske ishockeyliga, VHL, hvor holdet har været i slutspilsfinalen to gange. I sæsonen 2017-18 vandt Dinamo Sankt Petersborg VHL-mesterskabet med en finalesejr over lokalrivalerne SKA-Neva med 4-2 i kampe, mens klubben i 2021-22 tabte finaleserien med 1-4 i kampe til Rubin Tjumen

## Historie
Tekst mangler, hjælp os med at skrive teksten

## Titler og medaljer

### Nationale turneringer
VHL (niveau 2)
- Guld (1): 2017-18.
- Sølv (1): 2021-22.

## Sæsoner

### VHL(2016-)
I 2010 blev VHL etableret som afløser for Højeste Liga på niveau 2 i russisk ishockey. Dinamo Sankt Petersborg har deltaget i VHL siden 2016.
| VHL     | VHL        | VHL       | VHL       | VHL       | VHL       | VHL       | VHL       | VHL       | VHL       | VHL                                            |
| Sæson   | Grundspil  | Grundspil | Grundspil | Grundspil | Grundspil | Grundspil | Grundspil | Grundspil | Grundspil | Slutspil                                       |
| Sæson   | Division   | Plac.     | K         | V         | Vo        | To        | T         | Målscore  | Point     | Slutspil                                       |
| ------- | ---------- | --------- | --------- | --------- | --------- | --------- | --------- | --------- | --------- | ---------------------------------------------- |
| 2016-17 | -          | 12/26     | 50        | 22        | 5         | 6         | 17        | 120-108   | 82        | Kvartfinalist (Torpedo Ust-Kamenogorsk 3-4)    |
| 2017-18 | -          | 1/27      | 52        | 37        | 6         | 3         | 6         | 179-82    | 126       | Vinder (SKA-Neva 4-2)                          |
| 2018-19 | -          | 14/29     | 56        | 24        | 7         | 5         | 20        | 132-112   | 67        | Ottendedelsfinalist (Toros Neftekamsk 2-3)     |
| 2019-20 | Division A | 2/9       | 54        | 33        | 9         | 4         | 8         | 163-76    | 88        | Kvartfinalist                                  |
| 2020-21 | -          | 7/26      | 50        | 26        | 5         | 4         | 15        | 135-92    | 66        | Semifinalist (Jugra Khanty-Mansijsk 3-4)       |
| 2021-22 | -          | 4/27      | 52        | 30        | 7         | 4         | 11        | 171-103   | 78        | Finalist (Rubin Tjumen 1-4)                    |
| 2022-23 | -          | 17/26     | 50        | 17        | 9         | 4         | 20        | 142-137   | 56        | Ikke kvalificeret                              |
| 2023-24 | -          | 8/29      | 56        | 29        | 5         | 6         | 16        | 192-148   | 74        | Ottendedelsfinalist (Neftjanik Almetjevsk 0-4) |

## Trænere
Tekst mangler, hjælp os med at skrive teksten